# Ганна Половець (старша)
Ганна Половець (бл.1636/1637 — 1655) — дружина майбутнього гетьмана Правобережної України Петра Дорошенка.

## Біографія
Походила з впливового козацького роду Половців. Старша донька Семена Половця, соратника Богдана Хмельницького. Стосовно місця народження достеменних відомостей немає. Народилася десь в середині 1630-х років. Про освіту Ганни мало відомостей.
У 1654 році стає дружиною писаря Чигиринського полку Петра Дорошенка (представника відомого козацького роду Дорошенків). Шлюб сприяв зближенню родів Половців й Дорошенків. Втім в шлюбі була недовго: народивши у 1655 році доньку, того ж року померла. Напевне це відбулося в Чигирині.

## Родина
Чоловік — Петро Дорошенко
Діти:
- Любов (1655-після 1689), дружина Юхима Лизогуба